# Bagua

De åtta trigrammen

Bagua

Bagua (kinesiska: 八卦, pinyin: bā guà, Wade-Giles: Pa kua) betyder "åtta trigram", och vissa former av bagua har åtta djurformer, som då anses knutet till ett trigram var och är knutet till daoistisk kosmologi.  
Trigrammen är relaterade till filosofin Taiji och De fem elementen (wu xing). Det kinesiska I Ching består av 64 par av trigram som kallas hexagram.
Varje trigram har tre linjer vilka kan vara antingen hela eller delade och representera Yin eller Yanglinje. 
De åtta trigrammen är:
- ☰ Qian (Himlen)
- ☱ Dui (Sjö)
- ☲ Li (Eld)
- ☳ Zhen (Åska)
- ☴ Xun (Vind)
- ☵ Kan (Vatten)
- ☶ Gen (Berg)
- ☷ Kun (Jord)